# Списък на царете на Нумидия
Царете на Нумидия — владетели на царството, съществувало в периода от 3 до 1 век пр.н.е. в Северна Африка (на територията на северните части на съвременен Алжир, част от Тунис и Либия).
След Втората Пуническа война царете на Нумидия признали над себе ци властта на Рим. Царството e завладяно от Рим през 46 пр.н.е., и след това отново, след кратък период на независимост, през 25 пр.н.е.

## Царе на западна Нумидия
- 4 век пр.н.е. – Аилимас
- 3 век пр.н.е. – Наравас
- 215 пр.н.е. – 202 пр.н.е. – Сифакс
- 202 пр.н.е. – ? пр.н.е. – Вермина
- ? пр.н.е. – ? пр.н.е. – Архобарзан

## Царе на източна Нумидия
- ? пр.н.е. – ? пр.н.е. – Зелалсен
- 208 пр.н.е. – 207 пр.н.е. – Гала
- 207 пр.н.е. – 206 пр.н.е. – Озалц
- 206 пр.н.е. – 206 пр.н.е. – Капуса
- 206 пр.н.е. – 206 пр.н.е. – Лакумаз
- 206 пр.н.е. – ? 202 пр.н.е. – Масиниса

## Царе на Нумидия
- 202 пр.н.е. – 148 пр.н.е. – Масиниса
- 148 пр.н.е. – 118 пр.н.е. – Миципса
- 148 пр.н.е. – 145 пр.н.е. – Гулуса
- ? пр.н.е. – ? пр.н.е. – Мастанабал
- 118 пр.н.е. – 117 пр.н.е. – Адхербал
- ? пр.н.е. – ? пр.н.е. – Хиемпсал I
- ? пр.н.е. – ? пр.н.е. – Югурта
- 117 пр.н.е. – 112 пр.н.е. – Адхербал
- 117 пр.н.е. – 105 пр.н.е. – Югурта
- 105 пр.н.е. – 88 пр.н.е. – Гавда
- 88 пр.н.е. – 60 пр.н.е. – Хиемпсал II
- 60 пр.н.е. – 46 пр.н.е. – Юба I
- 46 пр.н.е. – 30 пр.н.е. – Римска провинция

## Клиент-цар на Нумидия
- 30 пр.н.е. – 25 пр.н.е. – Юба II, син на Юба I